# Правдівка (Хмельницький район)
Пра́вдівка (до 1946 р. — Татаринці) — село в Україні, у Ярмолинецькій селищній громаді Хмельницького району Хмельницької області.

## Назва
Історично зафіксовані такі назви: «Татаринці» (1784), «Татар» (1805), «Татариска» (поч. ХІХ ст.), «Татаринці» (1926), «Правдівка» (1946), «Правдовка» (1956). Первісна назва села «Татаринці» пов'язана з тим, що можливо початково поселення було заселене чи засноване татарами.

## Географія
Подільське село Правдівка розташоване на лівому березі річки Ушки або малої Ушиці. Через село проходить автошлях національного значення Н03.

## Історія
На території села знайдено трипільське поселення.
Село Татаринці відомі ще зі XVII століття.
1907 року в селі сталося селянське заворушення. Протягом двох тижнів селяни не виходили на роботу, вимагаючи підвищення заробітної плати. Для розправи над ними був викликаний козачий загін. Організаторів заворушення П. Ф. Монастирського і Г. В. Міняйла ув'язнили.
Радянська окупація принесла колективізацію та розкуркулення, селяни зазнали репресій. 
В 1932–1933 селяни села пережили Голодомор.
За подвиги на фронтах Другої світової війни 87 жителів Правдівки нагороджено орденами й медалями. По закінченню Другої світової війни у 1946—1947 роках село вчергове пережило голодомор.
Село до 1947 року складалося з двох сіл — «Татаринці» і «Вовча», які розділялися навпіл старовинним козацьким шляхом. Після об'єднання село отримало нову назву «Правдівка», комуністична влада боролась з назви народів, у різний час було вилучено практично усі назви поселень, в основах яких звучали як давні, так і новітні етноніми. Виняток було зроблено лише для етноніма «російський». Таким чином історичну назву села «Татаринці» було змінено.
З 24 серпня 1991 року село входить до складу незалежної України.
17 липня 2020 року, в результаті адміністративно-територіальної реформи та ліквідації Ярмолинецького району, село увійшло до складу новоутвореного Хмельницького району.

## Інфраструктура
У селі працюють: ЗОШ I—III ст. ім. П. Т. Лохвицького, дитячий садок, бібліотека, медпункт, АЗС, декілька магазинів.

## Населення
Населення становить 1008 осіб.

### Мова
Розподіл населення за рідною мовою за даними перепису 2001 року:
| Мова            | Кількість | Відсоток |
| --------------- | --------- | -------- |
| українська      | 987       | 97.92 %  |
| російська       | 18        | 1.79 %   |
| румунська       | 2         | 0.20 %   |
| інші/не вказали | 1         | 0.09 %   |
| Усього          | 1008      | 100 %    |

## Релігія
- Церква Віри, Надії, Любові та матері їх Софії (ПЦУ). Відкриття відбулося 25 листопада 2012 року. Настоятель проієрей Василь Стус.

## Символіка

### Герб
У срібному щиті з червоного полум'я виникає птах Фенікс. В лазуровій главі срібна стріла. Щит вписаний в золотий декоративний картуш і увінчаний золотою сільською короною. Унизу картуша напис «ПРАВДІВКА» і рік «1567».

### Прапор
Квадратне полотнище розділене горизонтально у співвідношенні 1:5 на синю і білу смуги. На верхній смузі біла стріла, обернена до древка. З нижнього пруга виходять три червоні трикутники висотою в 5/24 від висоти прапора, з вершини середнього трикутника до крайніх точок перетину верхніх смуг виходить червона V-подібна фігура, з якої угору виходить трикутник висотою 5/24 від висоти прапора.

### Пояснення символіки
Стріла і птах Фенікс означає відродження села після спалення татарами; окрім того, це частина герба Орловських. На прапорі Фенікс і полум'я передані трикутниками.
На прапорі повторюються кольори і фігури герба.

## Галерея

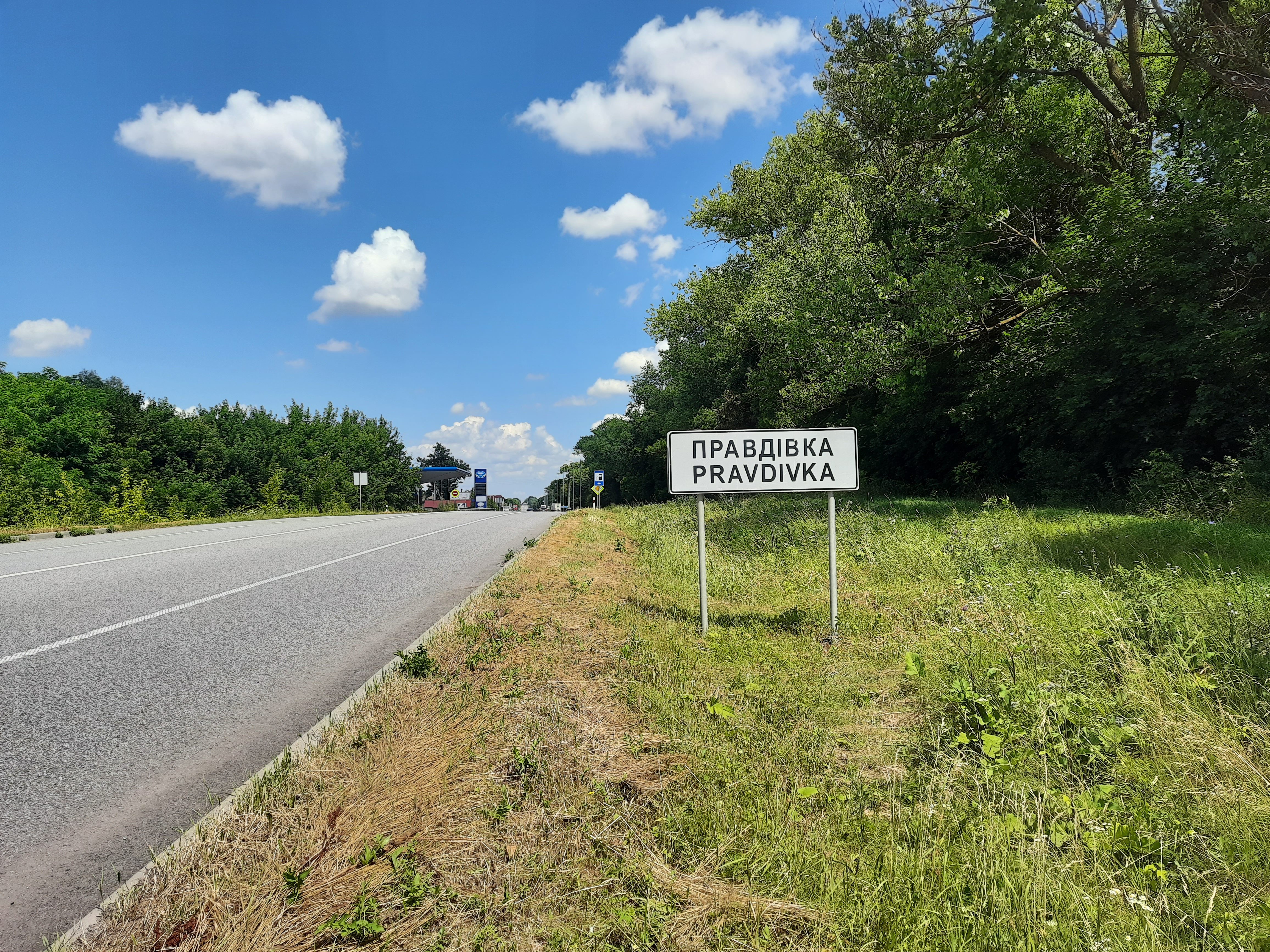
Дорожній знак при в'їзді в село
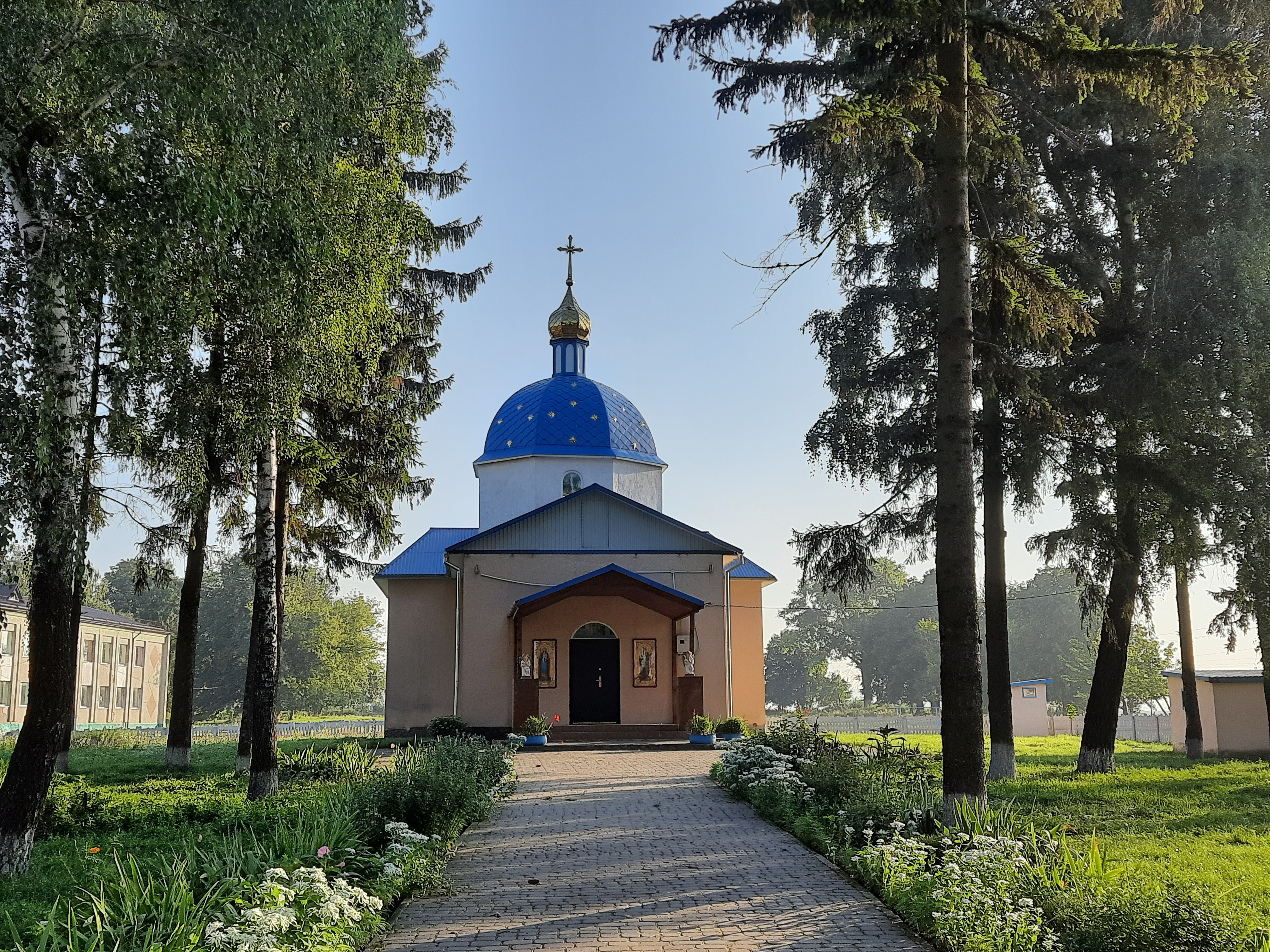
Церква Віри, Надії, Любові та матері їх Софії
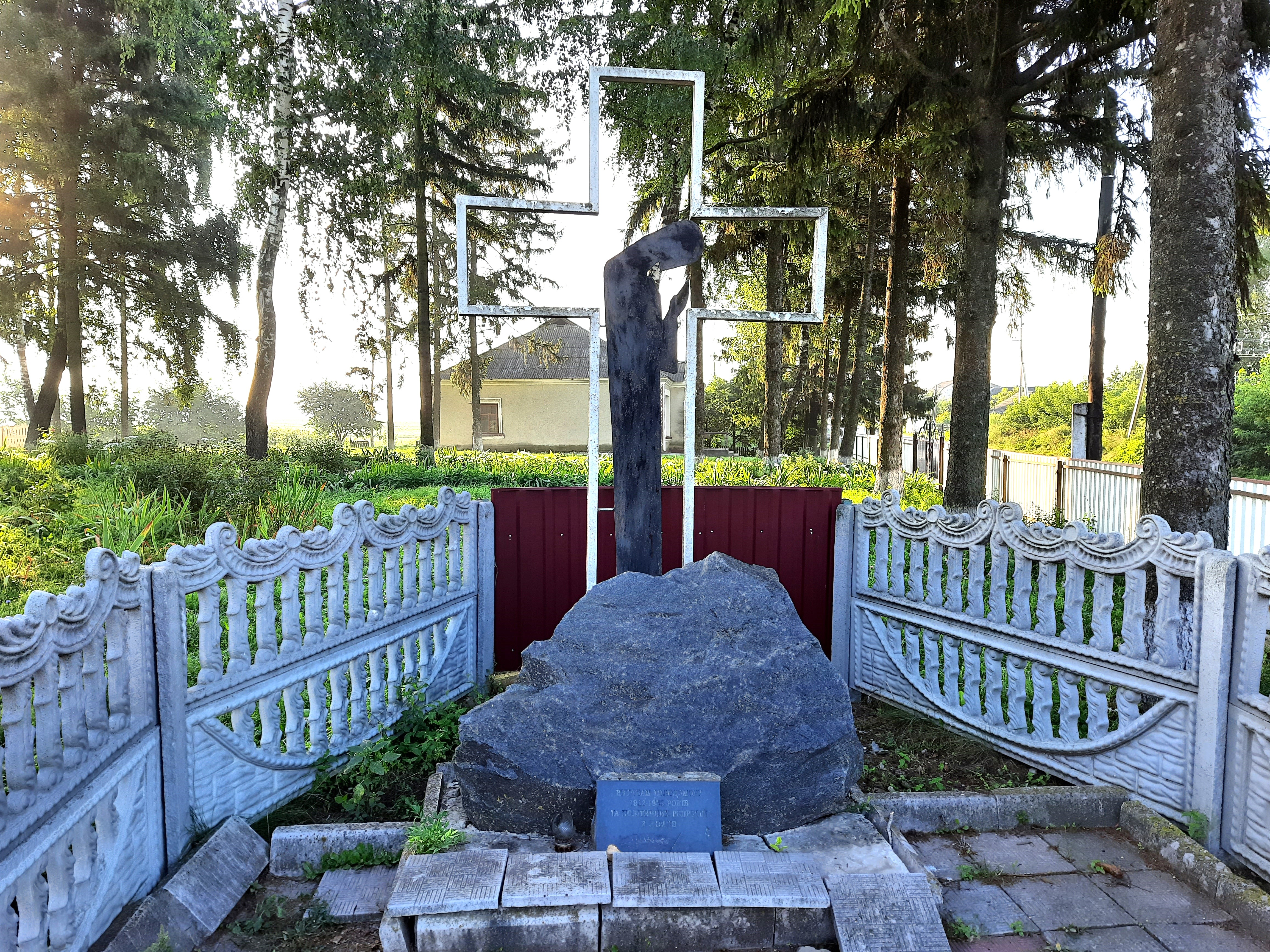
Пам'ятний знак жертвам голодомору та політичних репресій
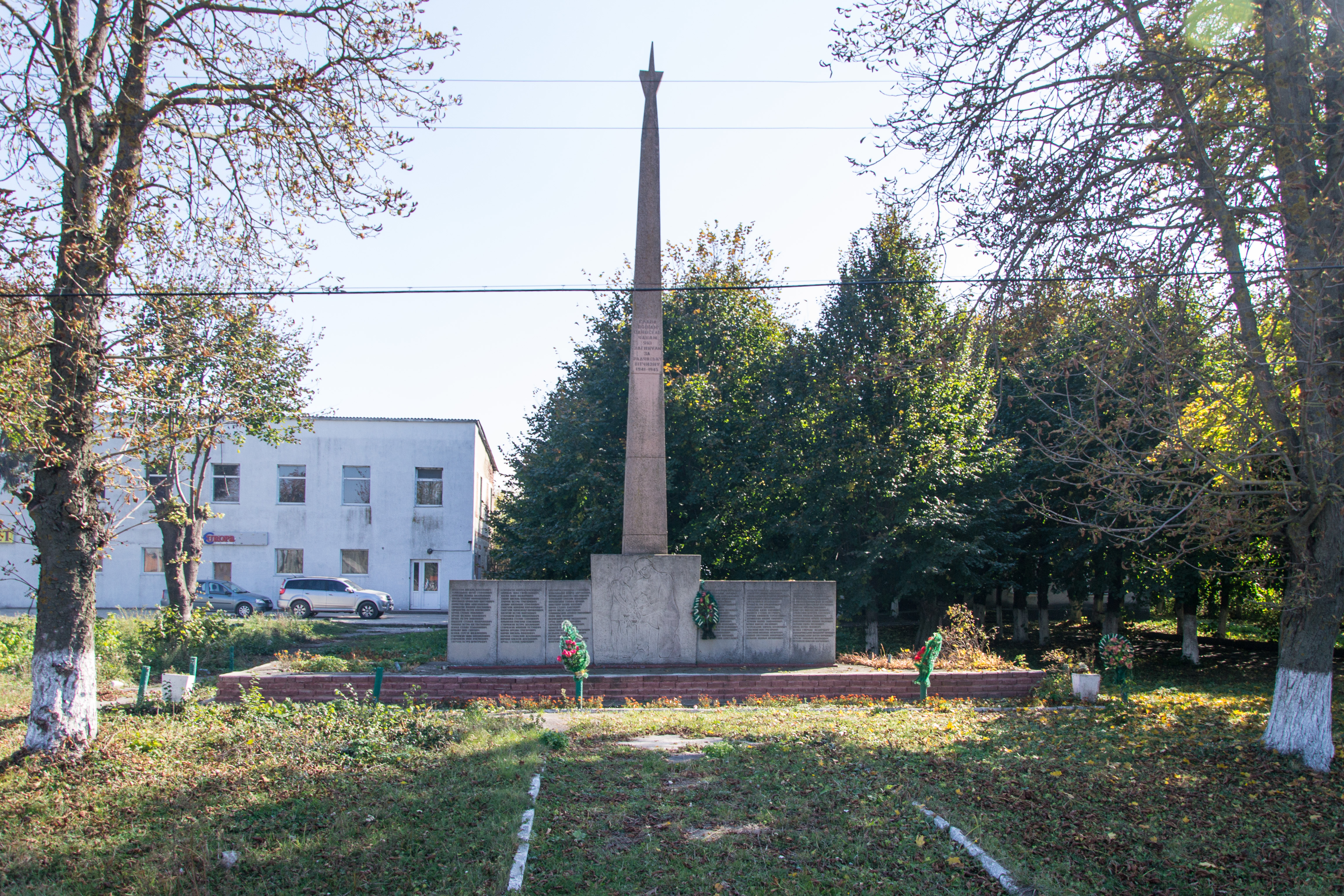
Пам'ятний знак на честь воїнів-односельчан
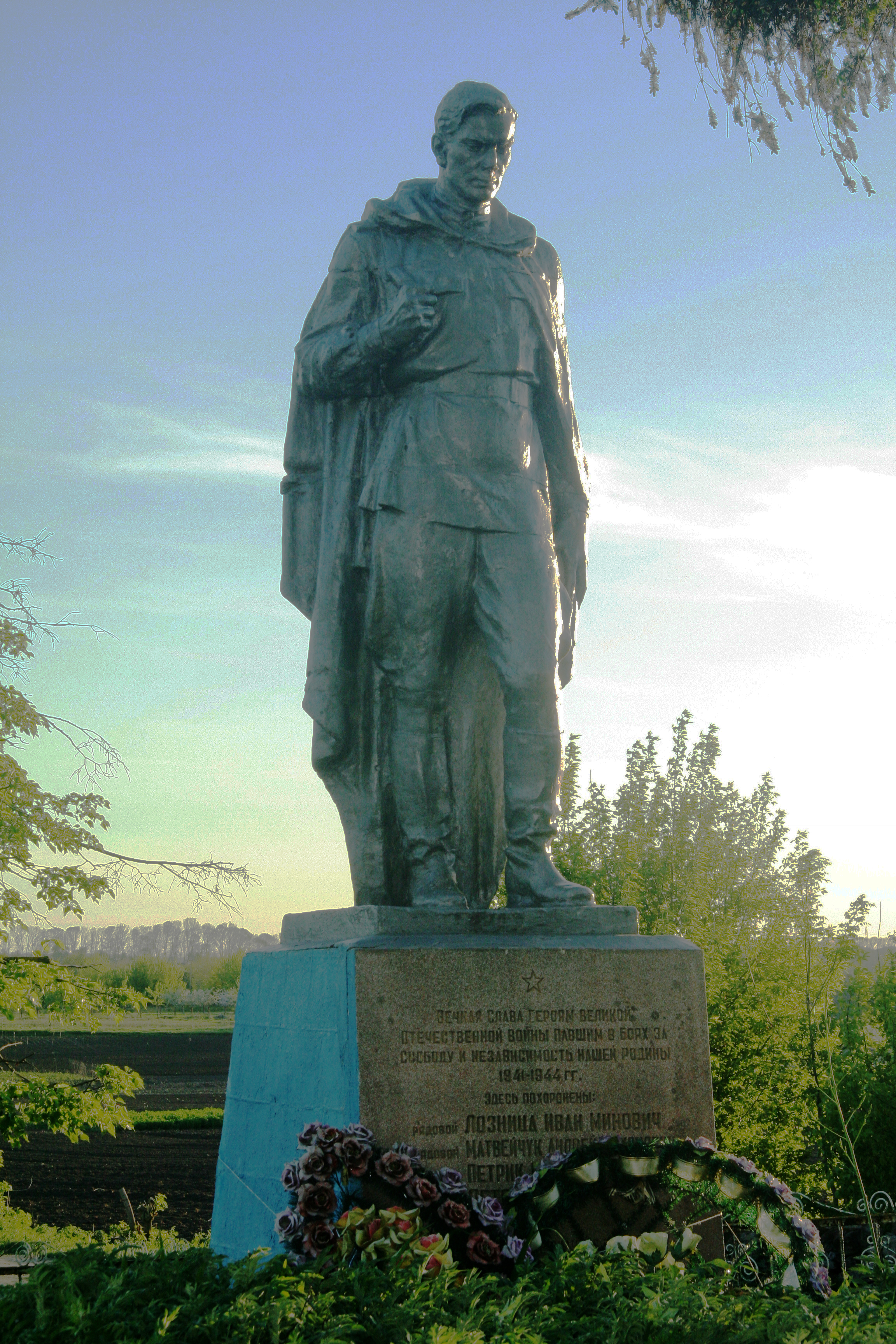
Братська могила радянських воїнів у с. Правдівка
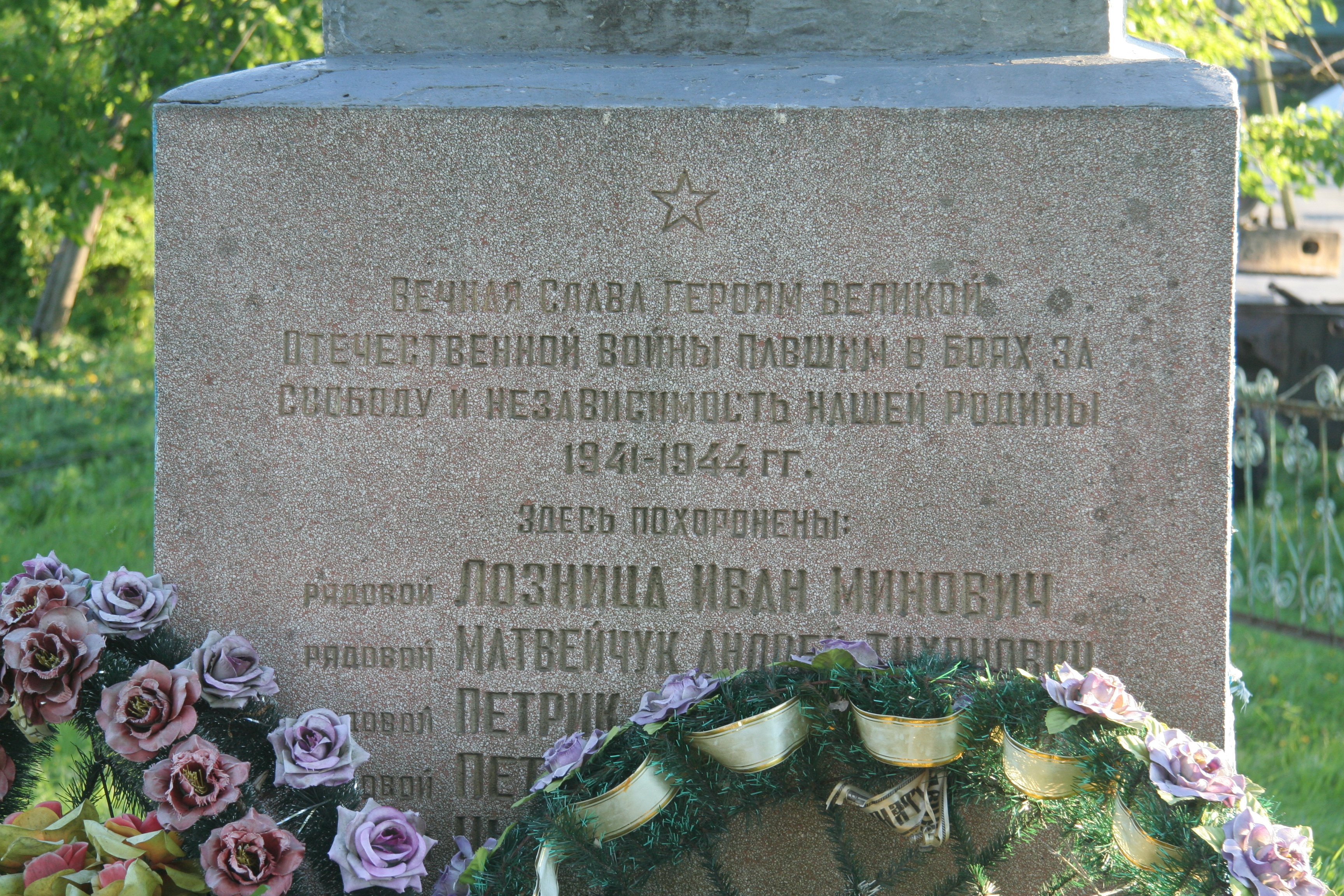
Братська могила радянських воїнів у с.Правдівка
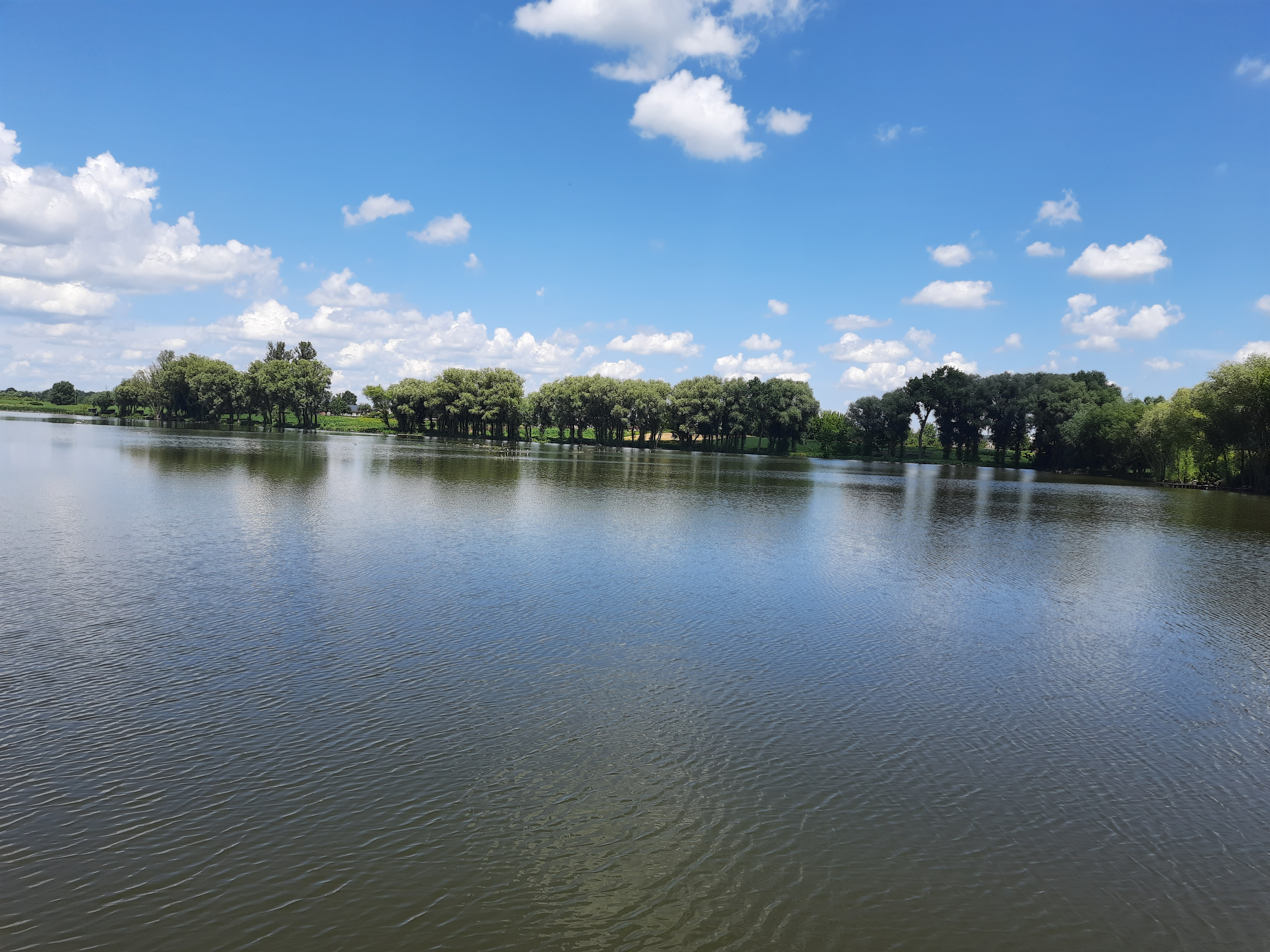
Став біля села
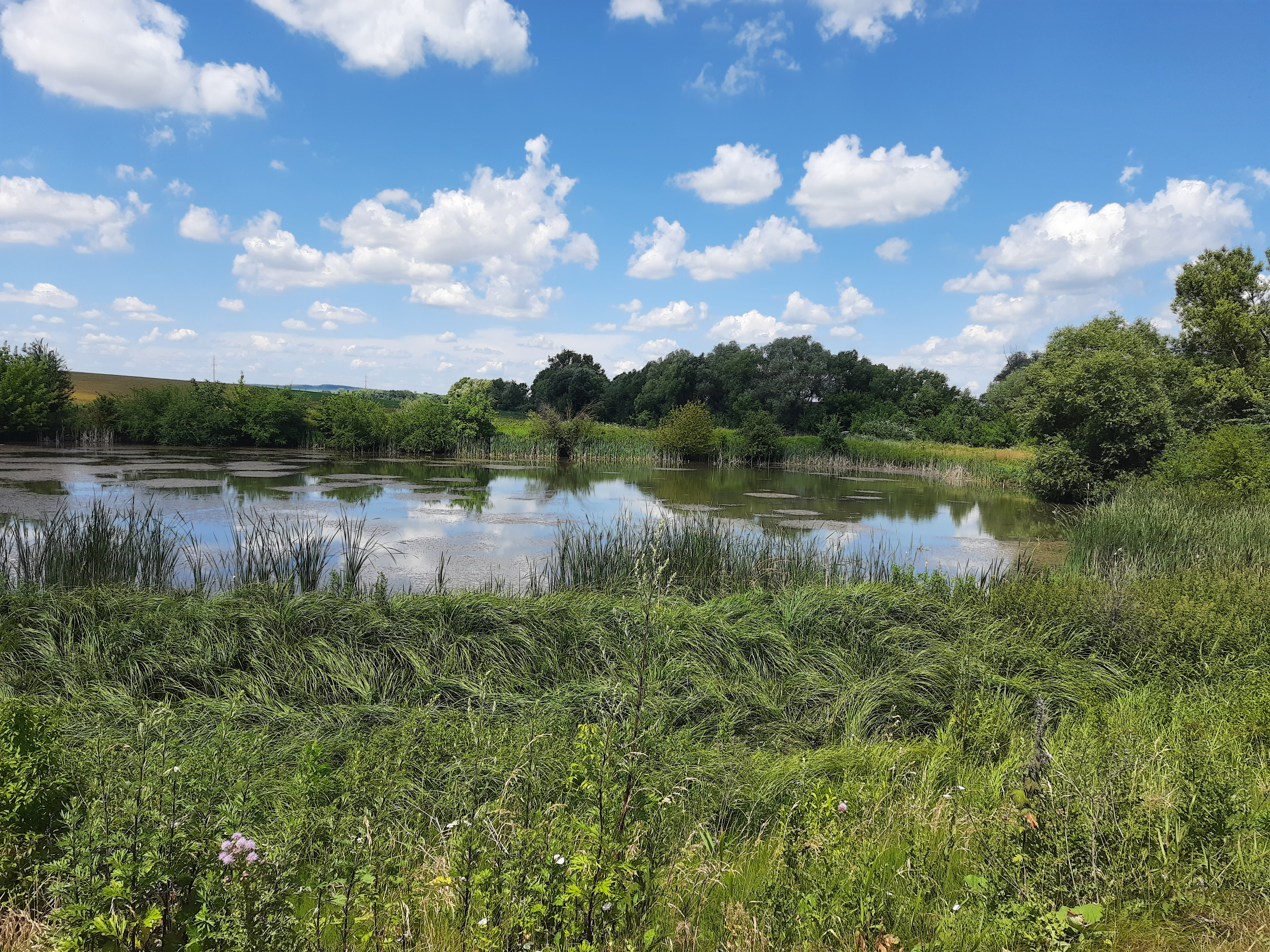
Ставок біля села